# Can Llobateres
Can Llobateres era una masia que es trobava a la serra de Sant Iscle. S'hi va trobar un jaciment paleontològic del Miocè superior que data de fa uns 9,5 milions d'anys i que està situat al municipi de Sabadell (Vallès Occidental). Can Llobateres és el jaciment on més restes de driopitec s'han trobat de tot Europa.
Miquel Crusafont va descobrir dents i fragments de mandíbula de més de quaranta espècimens en aquest jaciment. Salvador Moyà, d'altra banda, va descobrir quasi totes les restes d'un hominoide primitiu de l'espècie Dryopithecus laietanus (després també conegut com a Hispanopithecus laietanus), fòssil conegut com a Jordi, el 1991. Entre els altres gèneres trobats en aquest jaciment, hi ha Aceratherium, Albanosmilus, Alicornops, Amphicyon, Anisodon, Chalicomys, Cremohipparion, Cricetulodon, Deinotherium, Dinosorex, Dorcatherium, Euprox, Hippotherium, Hispanopithecus, Listriodon, Machairodus, Megacricetodon, Micromeryx, Miopetaurista, Miotragocerus, Palaeotragus, Pleosiodimylus, Progonomys, Prolagus i Tapirus.
Al paratge hi ha la font de Can Llobateres, una de les de més anomenada del rodal, a Sabadell.